# Clown in the Mirror
Clown in the Mirror è il secondo album in studio della progressive metal band danese Royal Hunt.

## Tracce
1. Intro/Wasted Time – 5:41
2. Ten to Life – 3:41
3. On the Run – 3:16
4. Clown In the Mirror – 4:37
5. Third Stage (Strumentale) – 1:42
6. Bodyguard – 4:13
7. Legion of the Damned – 5:00
8. Here Today, Gone Tomorrow – 4:12
9. Bad Blood – 3:58
10. Epilogue – 6:01
11. Age Gone Wild (Versione acustica) – 4:03
12. Kingdom Dark (Versione acustica) – 3:05
13. Bad Luck – 3:16

- Le tracce 11-13 sono state omesse nella versione europea del disco (Rondel Records RRCD 9009)
- Le tracce 11-13 originariamente facevano parte dell'EP The Maxi-Single

Tutte le canzoni scritte da André Andersen.

## Formazione
- Henrik Brockmann – voce
- Jacob Kjaer – chitarra
- André Andersen – tastiere e chitarra
- Steen Mogensen – basso
- Kenneth Olsen – batteria